# Tibol László
Tibol László (Nagybajom, 1940. január 21. – 2002.) magyar festőművész, tanár, megyei szakfelügyelő, iskolaigazgató.

## Életpályája
1940. január 21-én született Nagybajomban. Szülőfaluja mellett a legfontosabb szál Kaposvárhoz fűzi,
ahol a Táncsics Mihály Gimnáziumban végzett. Felsőfokú tanulmányait a Pécsi Tanárképző Főiskolán végezte,
diplomát 1967-ben kapott földrajz-rajz szakon. Pedagógusként dolgozott a munkába állás idejétől kezdve.
Születése óta mindig hűséges volt a tanári pályához és szülőfalujához, Nagybajomhoz, ahol a helyi
általános iskola igazgatójaként ment nyugdíjba.
2002 nyarán, betegségével való hosszas küzdelem után, 62 éves korában hunyt el.

## Kitüntetései, díjai
- 1973 - Miniszteri dicséret,
- 1978 - Kiváló úttörővezető,
- 1983 - Kiváló Munkáért-díj,
- 1983 - Ifjúsági díj,
- 1985 - Elismerő oklevél Somogy megye közművelődésében végzett aktív, segítő munkájáért,
- 1987 - Somogy Megyei Tanács Közművelődési Díja,
- 1999 - II. Somogy Megyei Tárlaton Somogy megye Közgyűlése elnökének különdíja,
- 1999 - Magyar Köztársaság Ezüst Érdemkeresztje,
- 2000 - Pedagógus Szolgálati Emlékérem,
- 2001 - Somogy Polgáraiért Díj,
- 2001 - Nagybajom díszpolgára,
- 2002 - Az Általános Fogyasztási Szövetkezetek Országos Szövetségének Szövetkezeti Érdemérme

## Emlékezete
- A Nagybajomfigyelő az emlékének szentelte egyik oldalát.